# Maisons à arcades de la place de la République (Carentan)
Les maisons à arcades de la place de la République sont un ensemble de maisons médiévales qui se dressent sur le territoire de l'ancienne commune française de Carentan dans le département de la Manche, en région Normandie. Elles sont partiellement inscrites au titre monuments historiques.

## Localisation
Les maisons sont situées du no 20 au no 24 bis place de la République dans le quartier de l'église à Carentan, dans le département français de la Manche.

## Description
L'ensemble de maisons qui se dressent place de la République, anciennement place royale, avec leurs arcades gothiques présentent des vestiges du XVe siècle. Une lithographie du début du XIXe siècle, nous montre les maisons à arcades qui avaient conservé leur volume originel, avec des pignons et des souches de cheminée qui datait encore de l'époque médiévale. Seules les fenêtres avaient été repercées et les lucarnes refaites.
De nos jours, la première maison, au no 24 bis, avec son pignon triangulaire possède encore des fenêtres à meneaux originelles. Les maisons des no 24 et no 22 présentent des niveaux refaits à hauteur du premier étage sur les cinq arcades médiévales. Le no 20 qui a les plus belles arcades terminées par des fleurons, arbore des étages de qualité médiocre.
Dans le prolongement, la maison au no 18 a été remaniée et présente une galerie couverte et la maison au no 16 montre une belle porte en anse de panier qui ouvre sur une maison située en retrait des arcades et qui possède, côté cour, un escalier à vis, du XVe siècle.

## Protection
Les arcades font l'objet d'une inscription au titre des monuments historiques par arrêté du 5 novembre 1927.